# Liste des seigneurs puis marquis de Richebourg
 (août 2024).

## Seigneurs de Richebourg
La seigneurie de Richebourg vient des barons de Béthune, puis passe aux comtes de Flandre (le comte Guy de Dampierre ayant épousé Mahaut de Béthune), puis au rameau cadet de Flandre-Termonde (voir le schéma généalogique à l'article Guillaume de Termonde, fils du comte Guy et Mahaut, époux d'Alix de Clermont-Nesle vicomtesse de Châteaudun, dame d'Ailly et de Houdan ; leur dernier fils, Guy de Flandre, sire de Richebourg, Ailly-sur-Noye et Houdan a pour fille Alix de Dampierre-Flandre-Termonde, qui épouse Jean Ier de Luxembourg-Ligny : leur arrière-arrière-petit-fils est Jacques de Luxembourg-Richebourg ci-dessous), à qui ont succédé les Luxembourg-Ligny puis les Melun d'Epinoy d'Antoing.

### Maison de Luxembourg (branche des comtes de Ligny)

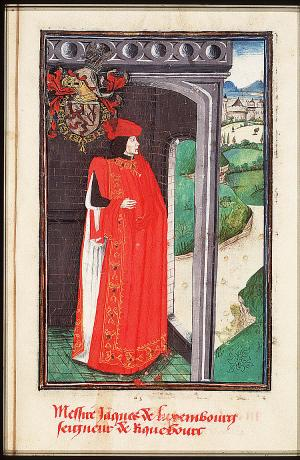
Jacques de Luxembourg-Ligny (1426-1487) dans les Statuts, Ordonnances et Armorial de l'Ordre de la Toison d'Or
Armes de Jacques de Luxembourg-Ligny (1426-1487)

- Jacques de Luxembourg-Ligny (1426 † 1487), seigneur de Richebourg, de Ruminghem et de Sainghin, vicomte de Lannoy, chevalier de la Toison d'or (exclu de l'ordre en 1481[1]), marié avec Isabelle (1433 ou 1434 † 25 mai 1502), dame héritière de Roubaix, dont :
  - Isabelle, dame héritière de Richebourg, qui suit ;
  - Yolande ( † 7 mai 1534), dame héritière de Roubaix, mariée le 8 juin 1494 avec Nicolas de Barbançon ( † 1513), baron de Werchin, dont ;
  - Louise, mariée en décembre 1507 avec Antoine de Croÿ (1460 † 1546), dont postérité (les comtes de Solre-le-Château)
- Isabelle de Luxembourg, dame héritière de Richebourg, mariée le 18 mars 1495 avec Jean III de Melun (vers 1460 † 29 juillet 1504), seigneur d'Épinoy et d'Antoing, maréchal de Flandres, dont
  - François ( † 1547), qui suit ;
  - Marie ( † 10 octobre 1553), dame de Montricourt, d'Authon et de La Basoche, mariée (1°, le 30 novembre 1505) avec Jean de Bruges, prince de Steenhuise ( † 1512), dont postérité, puis (2° le 20 février 1513) avec Jacques II de Chabannes (1470-1525), seigneur de La Palice, dont postérité ;

Armes de la maison de Melun : D'azur à sept besants d'or, 3, 3 et 1, au chef du même.

### Maison de Melun
- François de Melun ( † 1547), seigneur d'Épinoy, d'Antoing, de Boubers et de Richebourg, 1er comte d'Épinoy (28 novembre 1514), chambellan de Charles Quint, chevalier de la Toison d'or, marié le 7 juillet 1514 avec Louise ( † 1er octobre 1534), fille de Gaston II de Foix ( † 1500), comte de Foix-Candale, vicomte de Castillon, captal de Buch, dont :
  - Hugues II, 2e comte d'Épinoy, qui suit ;
  - Claude (Claudine), mariée le 9 août 1531 avec Adrien de Croÿ ( † 1553), comte du Rœulx, dont postérité.
- Hugues II de Melun (1520 † Tué le 13 août 1553), 2e comte d'Épinoy, seigneur d'Antoing et de Richebourg, 1er prince d'Épinoy et du Saint-Empire (1545), marié le 3 août 1543 avec Yolande « de Barbançon » (1520-1593), dame de Roubaix et du Biez, fille de Pierre « de Barbançon » ( † 1556), seigneur de Werchin, de Roubaix et du Biez, Grand sénéchal du Hainaut, dont six enfants (quatre fils).

## Marquis de Richebourg

### Maison de Melun
- Pierre de Melun (1550 † 1594), fils du précédent, prince d'Épinoy et du Saint Empire, marquis de Richebourg, baron d'Antoing, sénéchal du Hainaut, gouverneur de Tournai,

Deux fils cadet de Pierre de Melun furent vers la même époque appelés « marquis de Richebourg »
- - Henri ( † Tué en duel en 1607), marquis de Richebourg ;
  - Henri ( † juin 1601) ;
- Henri-Anne ( † novembre 1630), marquis de Richebourg, vicomte de Gand.

Lors de la coalition de la noblesse néerlandaise contre la politique de Philippe II, Pierre de Melun fut un des opposants les plus décidés de l'aristocratie belge. En vain le roi voulut-il le faire passer dans les rangs des royalistes, il resta attaché à ses convictions politiques. Ses biens furent en conséquence confisqués pour cause de félonie en 1577.
Le roi d'Espagne (Philippe II) manda au duc de Parme (Alexandre Farnèse) de féliciter en son nom Robert de Melun, marquis de Roubaix, de sa victoire sur François de La Noue, promettant de se souvenir en temps utile de son zèle et du service signalé qu'il venait de rendre à la cause d'Espagne. En effet, quelques années plus tard, le roi, « pour honorer et récompenser le marquis, lui fit don général, sans en rien excepter, de tous les biens, fiefs, terres et seigneuries qui avaient appartenu à Pierre de Melun, son frère, cy-devant prince d'Épinoy, qui les avaient fourfaict au moyen de ses félonies, port d'armes, rébellion et crime de Lèze-Majesté. »
- Guillaume III de Melun (8 mars 1588 † 8 septembre 1635 - Saint-Quentin), neveu du précédent, prince d'Épinoy, marquis de Richebourg et de Roubaix, vicomte de Gand et de Beaussart, connétable et sénéchal de Flandres, grand bailli du Hainaut ;
- Henri de Melun ( † janvier 1664), troisième fils du précédent, marquis de Richebourg, colonel du régiment d'infanterie wallonne, mort en Portugal au service du roi d'Espagne Philippe IV, sans union ni postérité ;
- François Philippe de Melun ( † 7 février 1690), frère du précédent, cinquième fils de Guillaume III, marquis de Richebourg, comte de Beaussart, gouverneur de Valenciennes, de Gueldre, de Mons et du comté de Hainaut, chevalier de la Toison d'or, marié en février 1665 avec Marie Thérèse ( † 1714), fille de Balthazar-Philippe de Gand, dit Vilain, prince de Masmines (1652), comte d'Isenghien et de Middelbourg (...), seigneur des Villes de Lannoy, de Watten et de Charleroi (1617-1680)[5],[6], dont :
- Philippe de Melun, fils du précédent, marquis de Richebourg, grand d'Espagne de 1re classe, vice-roi de Galice, marié avec Mlle Visconti de Milan, dont :
  - Marie, mariée en 1703 avec François Marquard, comte de Wartenberg (de), chevalier de la Toison d'or
- Guillaume de Melun (1670 † 1734), frère cadet du précédent, marquis de Richebourg, comte de Beaussart, chevalier de la Toison d'or (1700, brevet no 608), grand d'Espagne de 1re classe, marié avec Marie Françoise d'Ursel ( † 4 août 1720), dont :
- Marie-Lydie-Albertine de Melun (vers 1695 † 13 décembre 1746 (à 51 ans) - Lille), fille cadette du précédent, marquise de Richebourg, comtesse de Beaussart, grande d'Espagne de 1re classe, morte sans avoir pris d'alliance.

Le testament de Mademoiselle de Melun, daté du 4 décembre 1746, ne donne aucune indication sur la terre de Richebourg. Néanmoins, il est à noter que quelques années plus tard, Philippe-Alexandre-Louis-Marie-Joseph-Charles-Florent de Ghistelles, le fils unique de Louise-Elisabeth de Melun, cousine de Marie-Lydie-Albertine et dernière de cette famille, portera le titre de prince de Richebourg après que son père eût été fait prince de Ghistelles par l'impératrice Marie-Thérèse.